# Société d'anthropologie de Paris
Pour les articles homonymes, voir SAP.
La Société d’anthropologie de Paris (SAP) est une société savante fondée en 1859 par 19 personnalités scientifiques, dont Paul Broca. Son rayonnement s’impose rapidement, parallèlement à l’accroissement du nombre de ses membres. Reconnue d’utilité publique le 21 juin 1864, elle a pour but l’étude de l’histoire naturelle de l’Homme, c’est-à-dire l’origine et la diversité biologique de l’espèce humaine.
Les moyens d’action de la Société d’Anthropologie de Paris sont principalement la publication d’une revue scientifique internationale, les Bulletins et mémoires de la société d'anthropologie de Paris, ainsi que l’organisation d’une réunion scientifique annuelle, elle aussi de dimension internationale. Depuis 2021, la revue a décidé de confier la diffusion de ses bulletins et mémoires à OpenEdition Journals, avec un accès gratuit en intégralité dès la publication des manuscrits sans engendrer de frais de publication pour les auteurs (open access diamant). La SAP distribue également des prix scientifiques et tient chaque année, en jumelage avec la réunion scientifique, une conférence grand public.

## Histoire

### Fondation, membres fondateurs et membres de la première heure
La Société d’Anthropologie de Paris (SAP) est fondée le  7 juillet 1859 à Paris. Son siège est au Musée de l’Homme. Elle a pour premier président E. Martin-Magron, chirurgien à l’hôpital de Bicêtre. Les 19 membres fondateurs sont 
Adrien Antelme, 
Jules Béclard, 
Jacques Bertillon, 
Pierre Paul Broca, 
Charles-Édouard Brown-Séquard, 
Henri de Castelnau, 
Camille Dareste, 
Louis Delasiauve, 
Eugène Follin,
Isidore Geoffroy Saint-Hilaire, 
Ernest Godard, 
Louis Pierre Gratiolet,
Gabriel Grimaux de Caux, 
Jean-Casimir Lemercier, 
E. Martin-Magron,
Étienne Rambaud, 
Charles Robin et 
Aristide Verneuil.
La même année, Ernest Berchon et Jean André Napoléon Périer (Joanny Périer) deviennent membres eux aussi. Ils sont rejoints par Jacques Boucher de Perthes en 1860, Franz Ignace Pruner-Bey en 1861, Alexis Dureau, Paul Sébillot et Félix de Saulcy en 1863, Henri Martin et Alexandre Bertrand en 1864, Séverine Duchinska en 1865, Gabriel de Mortillet en 1866, Gustave Chauvet et Ernest-Théodore Hamy en 1867,  François Daleau en 1875, Félix-Henri de Ranse, Arthur Chervin, Cyprien Issaurat en 1877.
Paul Broca (1824-1880) en reste le secrétaire général jusqu’à sa mort. Il est l'un des pères de l’anthropologie dans son acception “moderne”, c'est-à-dire, selon ses propres mots, s’intéressant à “l'étude du groupe humain dans son ensemble, dans ses détails, et dans ses rapports avec le reste de la nature”. Professeur de médecine, chirurgien et pathologiste, il identifie (dans l’aire qui porte désormais son nom) la localisation cérébrale du langage. Soucieux de quantification, il invente de nombreux instruments et indices anthropométriques ; il développe l’anatomie comparée des primates et est le premier à étudier l’Homme de Cro-Magnon (découvert en 1868). Il est parfois le reflet des préjugés de son temps (il croit en la hiérarchie des “races”) mais est aussi un homme engagé, évolutionniste convaincu, lié aux libres-penseurs, anti-esclavagiste et sénateur de la gauche républicaine.
La société d’anthropologie est la plus ancienne du monde à porter ce nom, signifiant que l’Homme est au cœur de ses préoccupations. Au départ, elle regroupe des disciplines qui ont acquis depuis leur propre autonomie (préhistoire, ethnographie, médecine légale, démographie, sociologie, etc.). Elle ne traite maintenant que d’anthropologie biologique mais elle a gardé sa position centrale, au carrefour des autres sciences. Sa spécificité est de placer l’Homme biologique, au cœur de sa démarche qui est, avant tout, une approche interdisciplinaire. Au cours de son existence, elle a su aussi, et c’est la preuve de sa vitalité, accueillir des approches nouvelles (biologie moléculaire, génétique et paléogénétique, imagerie tri-dimensionnelle, archéologie funéraire, auxologie, alimentation, etc.).
Lors de l'exposition universelle de 1900 à Paris, le docteur Léon Azoulay effectue des enregistrements sonores de parlers et de musiques du monde entier, sur 411 cylindres de cires. Une partie de ces documents linguistiques et ethnographiques est consultable.
Les 21 membres du Conseil d'Administration sont élus par les membres de la Société d'Anthropologie de Paris pour un mandat de trois ans. Le tiers de ce conseil est renouvelé tous les ans.

## Fondations et prix
La Société d'Anthropologie de Paris décerne toujours des prix récompensant des travaux de chercheurs en anthropologie. Depuis 2010, les anciens prix ont été supprimés et remplacés par deux nouveaux prix remis chaque année. Ces prix sont les suivants :